# تشونسي بيلوبس
تشونسي بيلوبس (بالإنجليزية: Chauncey Billups) مواليد 25 سبتمبر 1976 في دنفر، هو لاعب كرة سلة أمريكي سابق بدأ مسيرته الاحترافية في سنة 1997. يبلغ طوله 6 قدم 3 بوصة (1.9 م). اعتزل اللعب في 2014.

## فرق لعب لها
- بوسطن سيلتكس
- تورونتو رابتورز
- دنفر ناغتس
- مينيسيوتا تيمبر وولفز
- ديترويت بيستونز
- دنفر ناغتس
- نيويورك نيكس
- لوس أنجلوس كليبرز
- ديترويت بيستونز

## الميداليات
| الميدالية | المسابقة                             |
| --------- | ------------------------------------ |
| ذهبية     | بطولة أمم الأمريكتين لكرة السلة 2007 |
| ذهبية     | بطولة كأس العالم لكرة السلة 2010     |

## روابط خارجية
- تشونسي بيلوبس على موقع الاتحاد الدولي لكرة السلة (الإنجليزية)
- تشونسي بيلوبس على موقع إن بي أي (الإنجليزية)
- تشونسي بيلوبس على موقع سبورتس رفرنس (الإنجليزية)
- تشونسي بيلوبس على موقع كرة السلة الأوروبية.كوم (الإنجليزية)
- تشونسي بيلوبس على موقع كلية كرة السلة في سبورتس رفرنس.كوم (الإنجليزية)
- تشونسي بيلوبس على موقع ريلجم (الإنجليزية)
- تشونسي بيلوبس على موقع بروبوليرز (الإنجليزية)
- تشونسي بيلوبس على موقع سبورتس رفرنس (الإنجليزية)
- تشونسي بيلوبس على موقع سبورتس رفرنس (الإنجليزية)